# Karnelli, Shikarpur
Karnelli là một làng thuộc tehsil Shikarpur, huyện Shimoga, bang Karnataka, Ấn Độ.